# Cresporhaphis acerina
Cresporhaphis acerina är en svampart som först beskrevs av Rehm, och fick sitt nu gällande namn av M.B. Aguirre 1991. Cresporhaphis acerina ingår i släktet Cresporhaphis och familjen Trichosphaeriaceae.   Inga underarter finns listade i Catalogue of Life.